# Fmt
fmtは標準的なUnixのプログラムであり、テキストファイルを段落で分けるために使用される。標準では1行につき75文字未満ギリギリになるまで埋められる。

## 使用法
以下のオプションがある。
-cまたは--crown-margin
最初の2行のインデントに合わせて改行を行う。
-sまたは--split-only
改行のみを行い、短い行を詰めない。
-w 数値
1行の文字数を数値にする。先述のとおり、デフォルトでは75文字。

## 参考・外部リンク
- fmt(1) - Linux JM Project
- fmt(1) - OpenBSD（英語）
- fmt(1) - HMUGリファレンスマニュアル（英語）
- fmt(1) - Debianリファレンスマニュアル（日本語）